# (K)now Name
(K)now Name (стилизованное название: (K)NoW_NAME) — японская музыкальная группа, сотрудничающая с лейблом Toho Animation Records. Была сформирована в 2016 году и занимается созданием саундтреков к аниме-сериалам.

## История
Проект был задуман продюсером аниме Масаей Сайто, который захотел сформировать музыкальную группу, участники которой стали бы заниматься записью музыки в различных жанрах к любому аниме. Сайто в сотрудничестве с Миками Масатакой, в то время являвшегося музыкальным продюсером Toho Animation Records, и музыкантами Макото Миядзаки, R.O.N, Сюхэем Муцуки, Kohei by Simonsayz, Гэнки Мидзуно и eNu, каждый из которых сотрудничал с продюсерской компанией Verygoo, приступили к осуществлению проекта. В дальнейшем они для соискания вокалистов провели прослушивания, в результате которых были выбраны три вокалиста: Аяка Татибана, Nikiie и Aij. Группа (K)NoW_NAME была сформирована в январе 2016 года. Первой работой группы стал саундтрек к выпущенному в 2016 году аниме-сериалу Grimgar of Fantasy and Ash, работа над которым также включала в себя создание открывающей и закрывающей музыкальных тем.
Поначалу Сайто хотел назвать группу NO_NAME, однако к тому времени уже существовала другая группа с таким же названием. Ища нечто похожее на то, что могло бы соответствовать его концепции, Сайто изменил название группы на (K)NoW_NAME, сформировав название из трёх обозначений: «Know» означает «Знают только имя», «Now» отсылает к проекту, над которым группа смогла бы работать в любое время, а обозначение «(K)» было прибавлено к слову «No», взятом из первоначального названия группы. Чтобы отобразить творческий потенциал группы, Сайто решил вместо настоящих портретов участников использовать оригинальные иллюстрации. Иллюстратором группы стал южнокорейский художник so-bin.

## Состав
Вокалисты
- Аяка Татибана
- Nikiie
- Aij

Композиторы
- R.O.N
- Макото Миядзаки
- Сюхэй Муцуки
- Хиромицу Кавасима
- Kohei by Simonsayz
- eNu
- Гэнки Мидзуно

Иллюстратор
- so-bin

## Работы
| Год  | Название                          | Заметки | Прим.       |
| ---- | --------------------------------- | --- | ----------- |
| 2016 | Grimgar of Fantasy and Ash        | также создание открывающей и закрывающей музыкальных тем, создание песен-вставок; музыка композитора R.O.N                           | [ 2 ] [ 4 ] |
| 2017 | Sakura Quest                      | также создание открывающих и закрывающих музыкальных тем, создание песен-вставок; музыка композитора Макото Миядзаки                 | [ 5 ] [ 6 ] |
| 2018 | Quiz RPG: The World of Mystic Wiz | компьютерная игра; тематическая песня «New Order»                                                                                    | [ 7 ]       |
| 2019 | Fairy Gone                        | также создание открывающих и закрывающих музыкальных тем, создание песен-вставок; музыка композиторов Сюхэя Муцуки и Макото Миядзаки | [ 8 ] [ 9 ] |
| 2020 | Dorohedoro                        | также создание открывающей и закрывающих музыкальных тем; музыка композитора R.O.N                                                   | [ 10 ]      |
| 2022 | «Семья шпиона»                    | также создание песен-вставок; музыка композиторов Сюхэя Муцуки и Макото Миядзаки                                                     | [ 11 ]      |
| 2023 | «Семья шпиона: Код „белый“»       | также создание песен-вставок | [ 12 ]      |

## Награды и номинации
| Год  | Награда                  | Результат | Категория                                            | Работа                    | Прим.  |
| ---- | ------------------------ | --------- | ---------------------------------------------------- | ------------------------- | ------ |
| 2017 | Anime Trending Awards    | 9-е место | Исполнитель года — песни для аниме (дуэт или группа) | н/д                       | [ 13 ] |
| 2018 | Anime Trending Awards    | 2-е место | Эндинг года (с участием Аяки Татибаны)               | «Freesia» из Sakura Quest | [ 14 ] |
| 2021 | Crunchyroll Anime Awards | Номинация | Лучший эндинг                                        | «D.D.D.D» из Dorohedoro   | [ 15 ] |
| 2022 | Newtype Anime Awards     | 3-е место | Лучший саундтрек                                     | «Семья шпиона»            | [ 16 ] |
| 2023 | Crunchyroll Anime Awards | Номинация | Лучший саундтрек                                     | «Семья шпиона»            | [ 17 ] |

## Дополнительные материалы
- (K)NoW_NAMEメンバー＆プロデューサーが語る、「アニメに寄り添う音楽」をチームで作る理由 (яп.). Real Sound (13 июня 2017). Дата обращения: 6 февраля 2022.
- Sugiyama, Jin. (K)NoW_NAME「Welcome トゥ 混沌（カオス）」インタビュー (яп.). Natalie (10 февраля 2020). Дата обращения: 6 февраля 2022.